# Näsby slott
Näsby slott, slott vid Näsbyviken av Stora Värtan i Täby kommun. Näsby slott är idag konferensanläggning med hotell och restaurang. 

## Historia

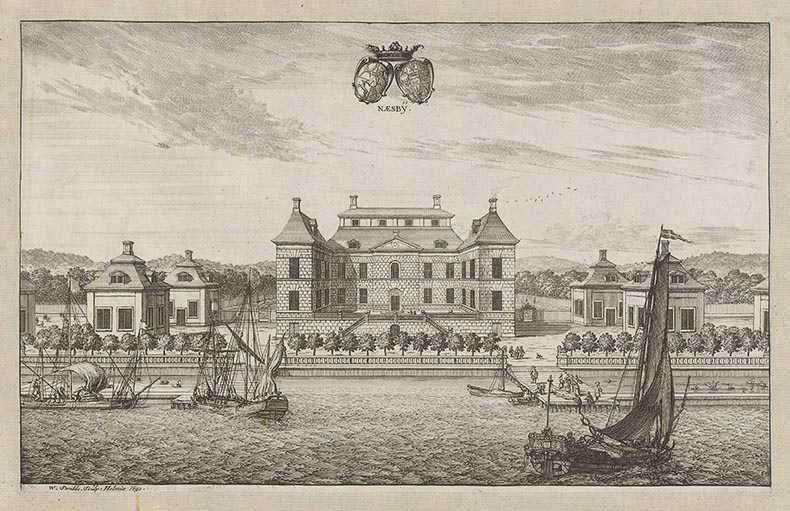
Näsby slott i Suecia antiqua et hodierna.

Näsby slott tillhörde på 1300-talet Uppsala ärkebiskopsstol och innehades på 1520-talet av Kristina Nilsdotter (Gyllenstierna). 1571 donerades det till riksrådet Gustav Axelsson Banér (död 1600). Hans dotterson, rikstygmästaren Per Larsson Sparre, lät troligen efter ritningar av Nicodemus Tessin d.ä. (möjligen efter projektritning av Jean de la Vallée) uppföra den slottslika huvudbyggnaden. Ritningar attribuerade till de la Vallée finns i Nationalmuseum 
Efter att ha varit reducerat tillhörde det medlemmar av släkterna Stenbock, Falkenberg, Meijerfeldt, gick under 1800-talet många gånger i köp och innehades en tid som fideikommiss av grevliga ätten Cronhielm af Flosta, tills det 1902 inköptes av ingenjören Carl Robert Lamm. Denne lät 1903–1904 med ledning av Tessins bevarade ritningar och med hjälp av arkitekt Erik Josephson återställa det 1897 nedbrunna slottets exteriör och samtidigt skapa en modern bostad. En omfattande konstsamling byggdes upp, med italienska skulpturer och tavlor av kända konstnärer. En del såldes, men fortfarande finns konstverk av Bruno Liljefors, Anders Zorn och Carl Milles att beskåda. 
Åren 1943–1987 bedrev Kungliga Sjökrigsskolan utbildning på slottet. Pliktverket låg i anslutning till slottet, men är numera namnändrat till Plikt- och prövningsverket och flyttat till Värtahamnen i Stockholm. Sedan 1989 är slottet konferenshotell.

## Galleri

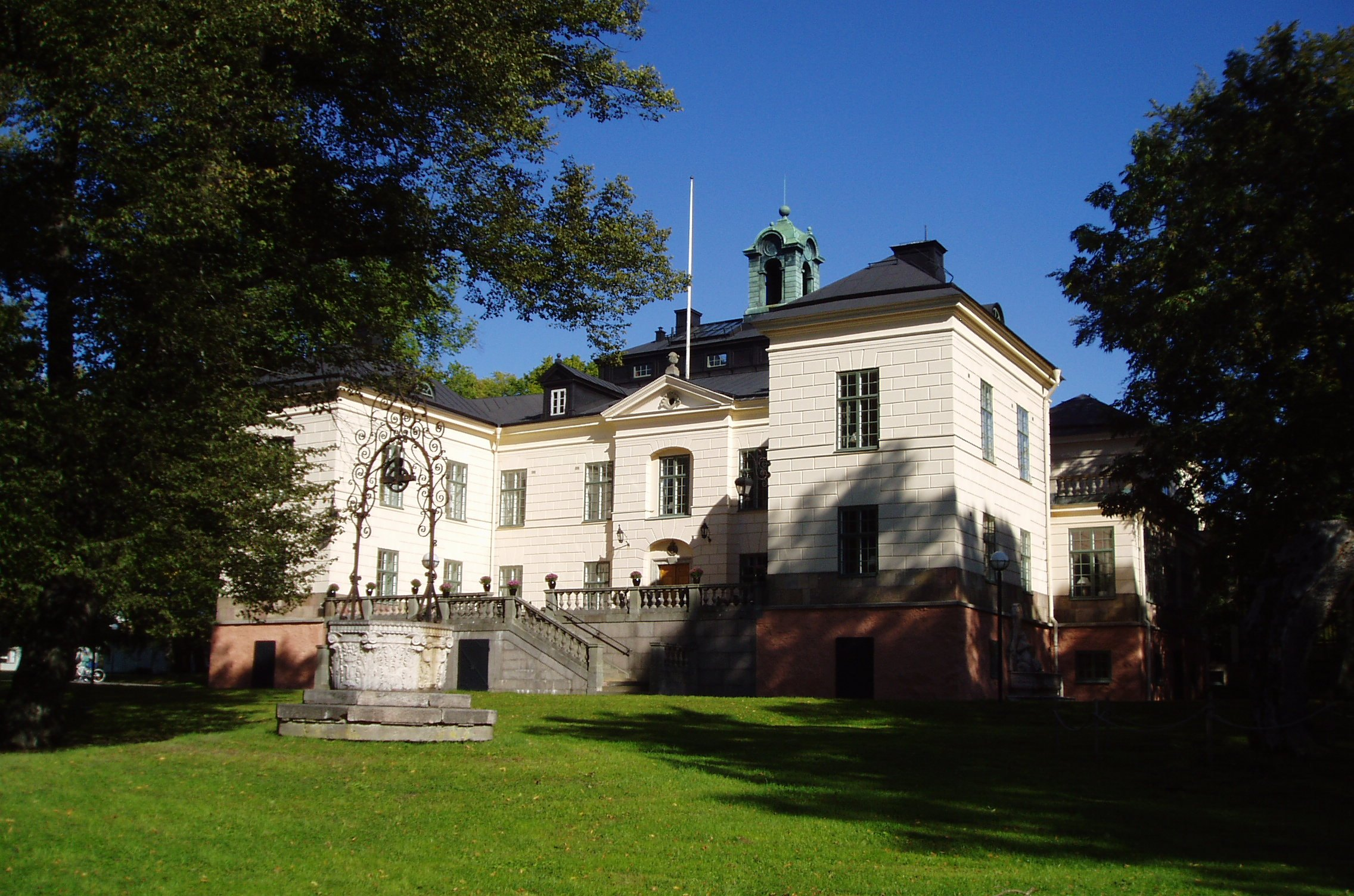
Näsby slott, 2011.
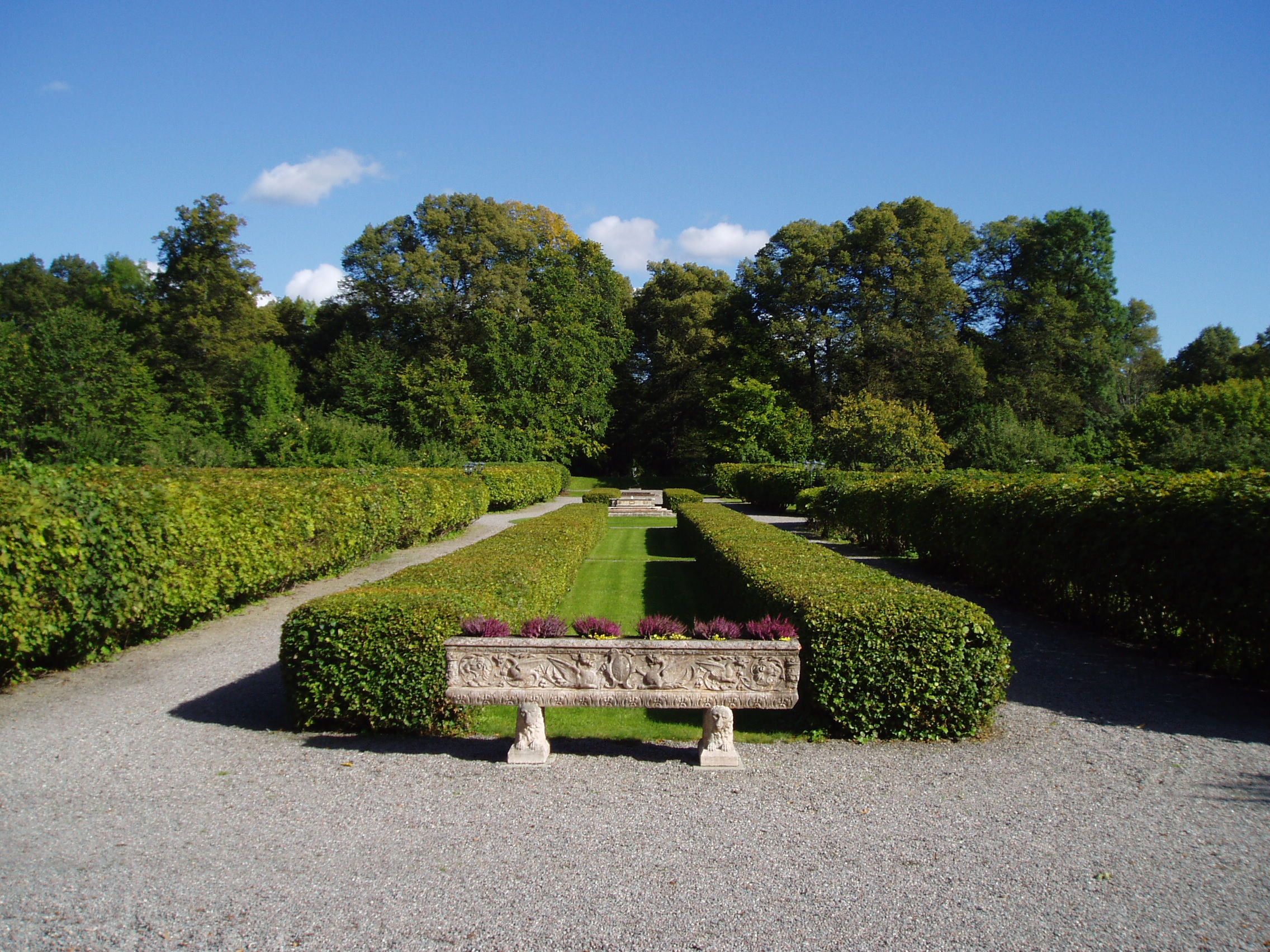
Slottets barockpark.
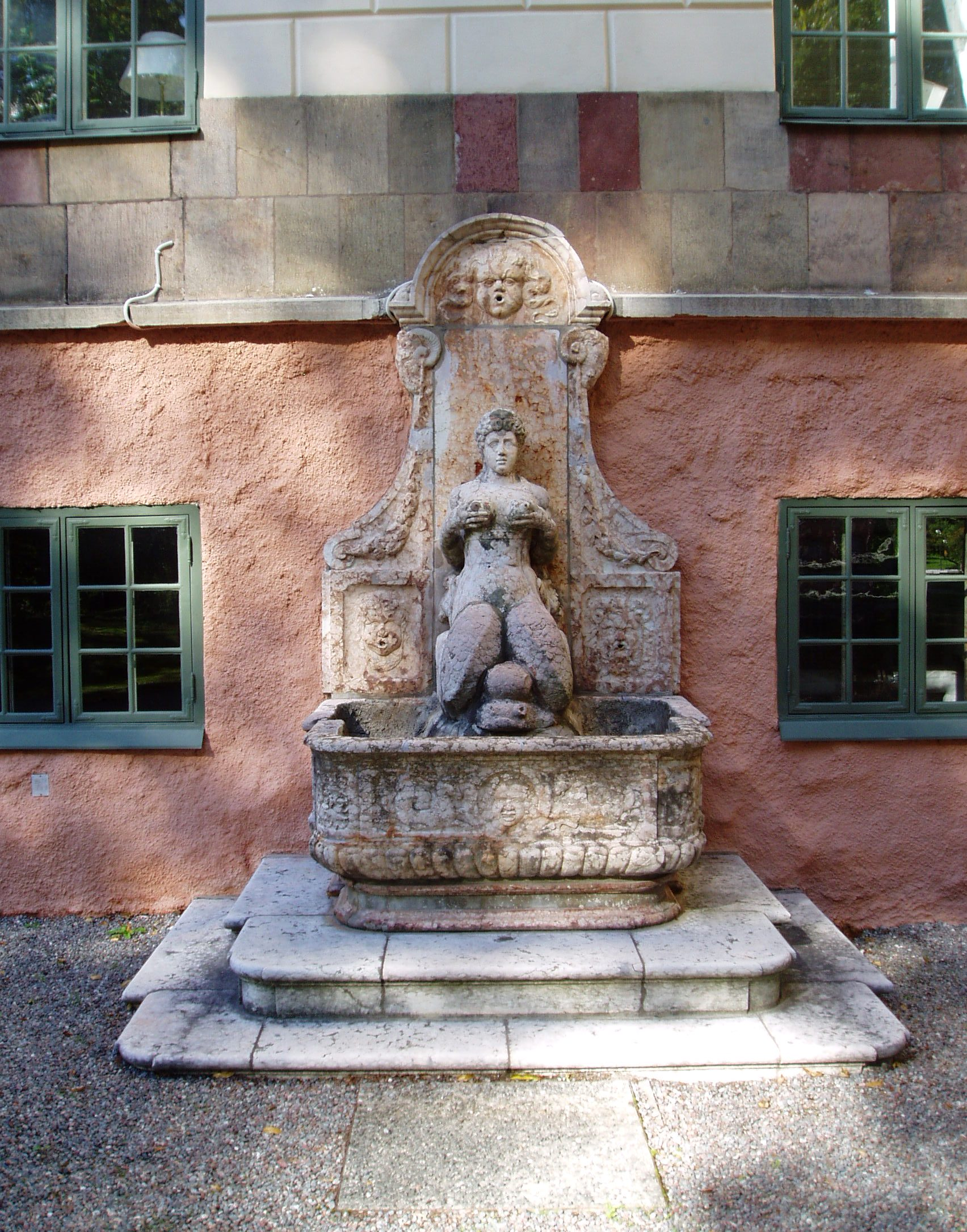
Fontän på fasaden.
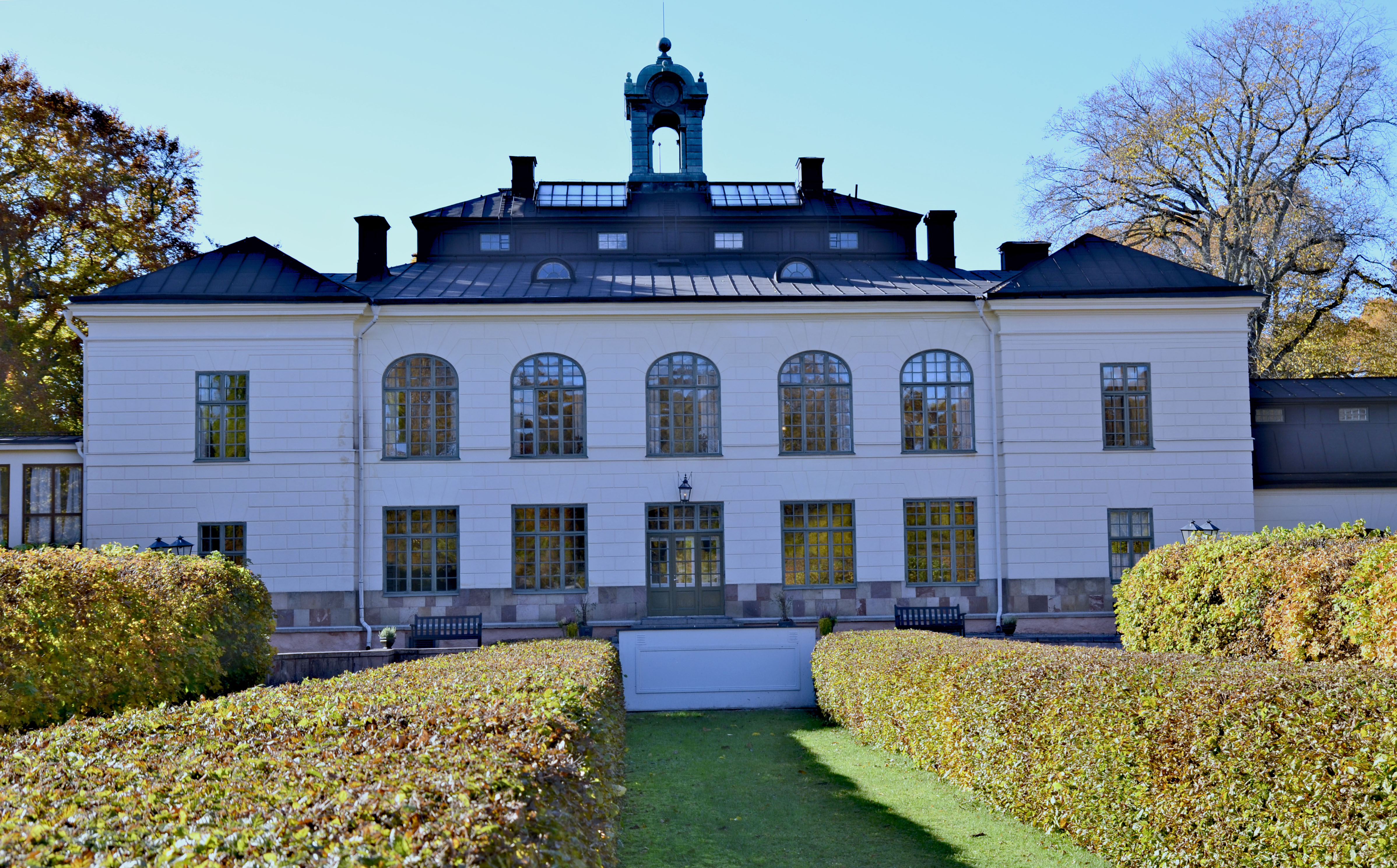
Östsidan
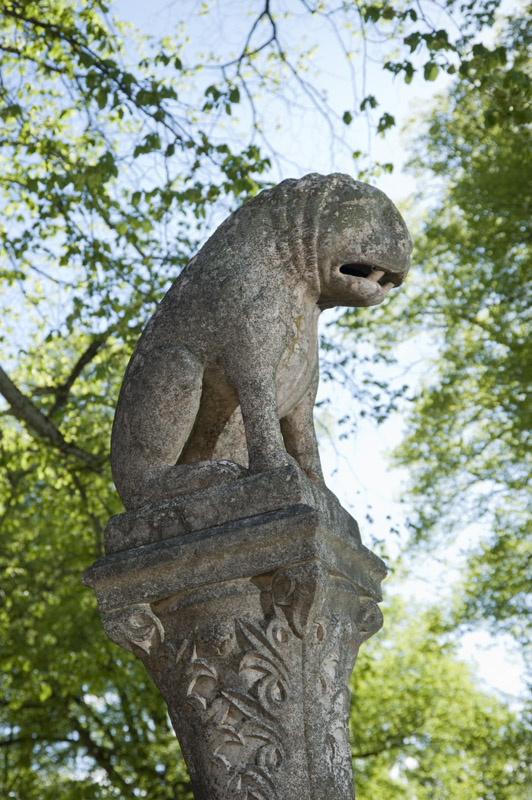
Lejonfontänen. Fontän av röd marmor.